# Castillo de Angers
Castillo de Angers, (en francés château d'Angers), también llamado château des ducs d'Anjou, está ubicada en la localidad de Angers en el departamento de Maine-et-Loire en Francia. La fortaleza, sobre un promontorio rocoso que domina el río Maine, fue uno de los sitios ocupados por el imperio romano a causa de su posición defensiva estratégica. En su momento, dio asilo al futuro Carlos VII cuando huyó de París acompañado por Juana de Arco. Desde 1954, alberga el célebre tapiz del Apocalipsis.

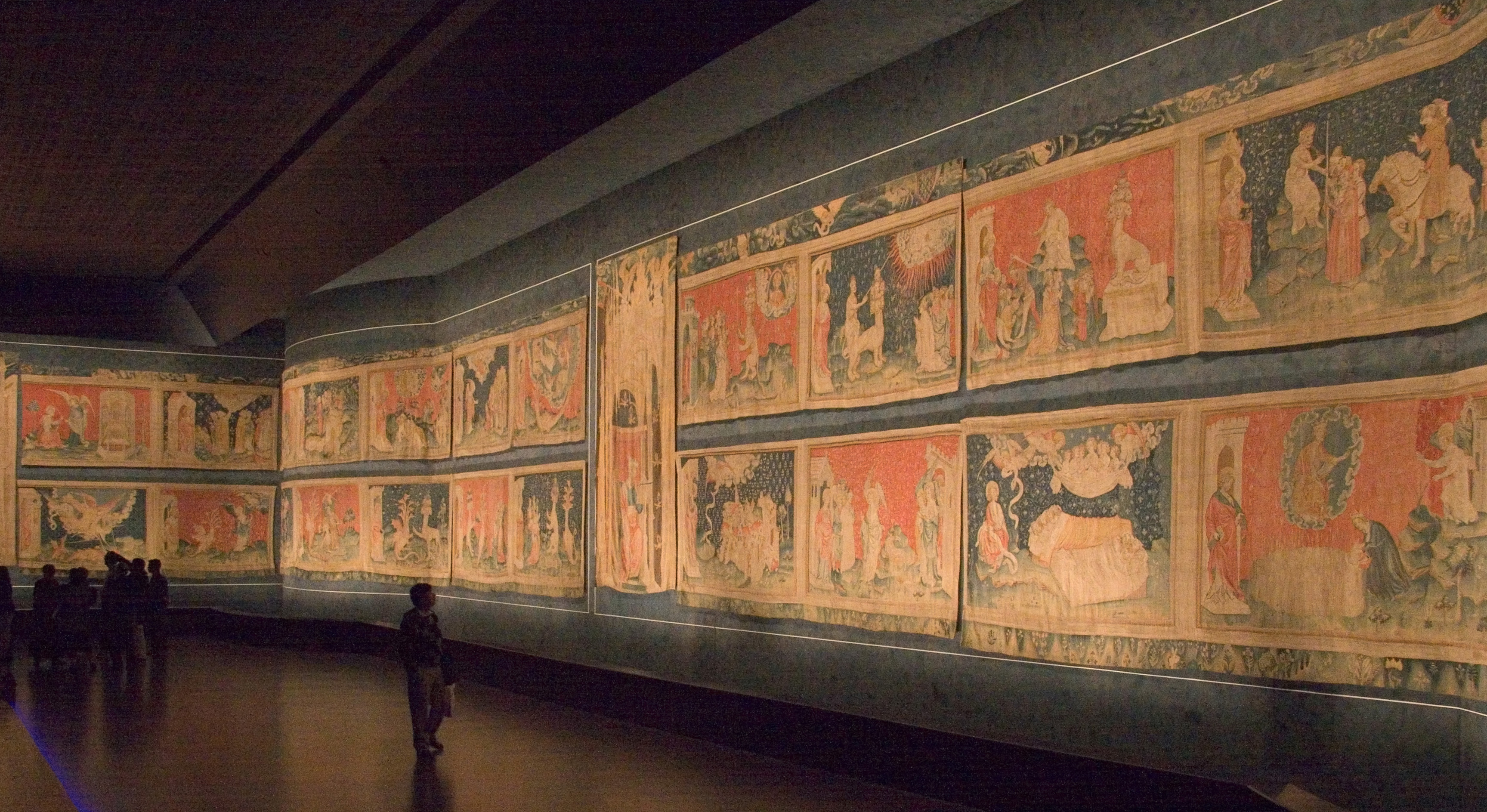
Tapiz del Apocalipsis en la galería del castillo de Angers.

El sitio ha estado ocupado desde la antigüedad debido a su posición estratégica defensiva. Posteriormente, los condes de Anjou establecieron allí sus residencias, hasta el final del imperio Plantagenet, en el que el reino de Francia conquistó el condado de Anjou. Luis IX hizo construir el castillo actual en el siglo XIII, mientras que los duques de Anjou lo transformaron en una residencia señorial. En el siglo XVI, tras los disturbios de las Guerras de Religión, Enrique III de Inglaterra ordenó la destrucción del castillo, pero sólo fue destruida la parte superior de las torres. Posteriormente se transformó en prisión, luego guarnición y depósito de municiones durante la Segunda Guerra Mundial. Desde 1954 alberga el Tapiz del Apocalipsis y es uno de los lugares turísticos más visitados de Maine-et-Loire. Su apertura al turismo la gestiona el Centro de Monumentos Nacionales.

## Localización
La fortaleza está construida sobre un promontorio de esquisto de pizarra que domina el Maine.
La ubicación del Castillo de Angers es estratégica porque se encuentra en el lado oeste de la colina de la Cité, el punto más alto de Angers, con 47 metros. La altitud del castillo varía entre 35 y 45 metros. Domina el Maine, que fluye a una altitud de aproximadamente 20 metros. La colina en sí está compuesta de esquisto de pizarra cuya pendiente hacia el Maine se vio acentuada por su extracción en la época medieval.

## Historia
La historia del castillo de Angers se extiende desde el Neolítico hasta la época contemporánea. En 1997, se desenterró un túmulo al oeste del patio, bajo los restos del antiguo castillo condal. Construido alrededor del 4.500  a. C., el mojón constaba de cuatro o cinco cámaras funerarias. Tiene aproximadamente 17 metros de diámetro y está construido íntegramente con losas de esquisto. Además, la forma de estas losas revela el dominio de la minería de pizarra desde el Neolítico.
La presencia de un oppidum galo de la tribu Andecave en el sitio fue rechazada durante mucho tiempo ante las pocas pistas que respaldaran la afirmación. Sin embargo, la campaña de excavaciones preventivas entre 1992 y 2003 pudo finalmente demostrar la existencia de una ocupación desde la época de La Tène final (hacia el 80-70 a. C. hasta el período Augusto (10 a. C.). La presencia de mobiliario arqueológico, restos de una muralla con vigas horizontales y el descubrimiento de senderos que delimitan sectores de actividad  permiten considerar nuevamente la hipótesis de un oppidum en el lugar del castillo.
Durante la ocupación romana, hacia finales del siglo I, el sitio se desarrolló hasta convertirse en una vasta plataforma de 3.600 m² rodeada de muros contrafuertes, con vistas al Maine. Allí se construyeron un templo y sus satélites. A finales del siglo III, las migraciones de los pueblos germánicos trajeron un estado de inseguridad creciente. Los habitantes de la región se refugiaron entonces en Juliomagus y rodearon la ciudad con una muralla de 10 a 12 metros de altura. Una parte de las murallas galorromanas atravesaba el castillo actual de oeste a este, discurriendo a lo largo del antiguo promontorio del siglo I, cuyos edificios probablemente fueron destruidos para construir la muralla. En su extremo occidental, bajo la galería del Apocalipsis, a la altura de la capilla Saint-Laud, se encuentran los restos de una torre del recinto urbano. También hay una puerta denominada “puerta Chanzé” cuyos restos están enterrados bajo la muralla suroeste. 

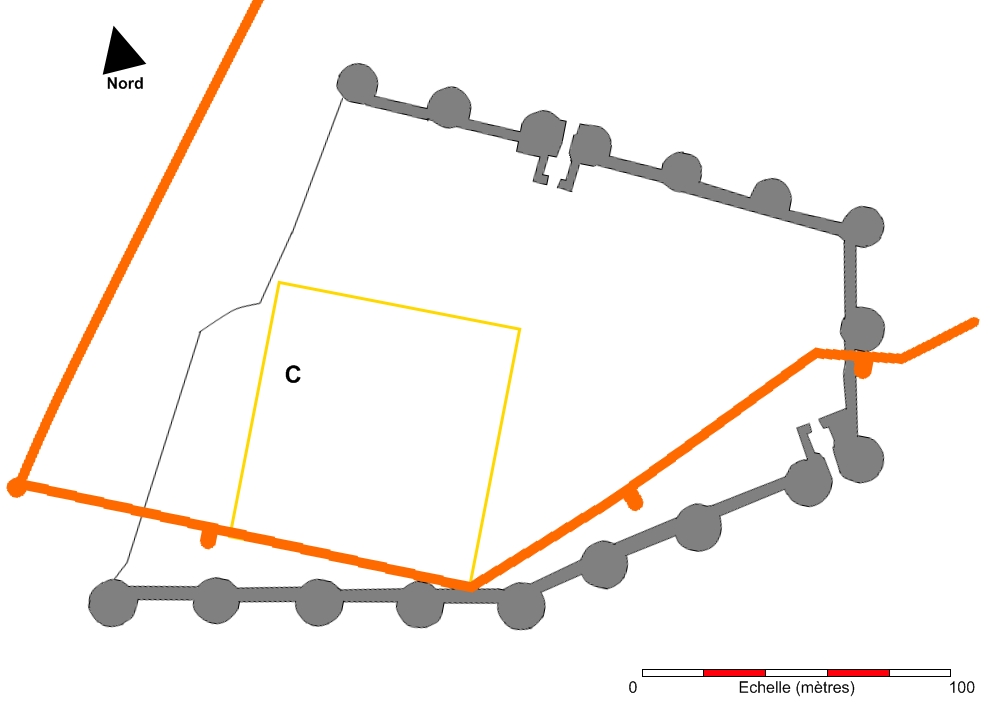
Plano de los restos prehistóricos y antiguos en el solar del actual castillo. Ubicación de la antigua terraza antigua. Huella del recinto galorromano.

Las excavaciones realizadas entre 1992 y 2003 revelaron la ocupación del sitio entre los siglos VII y IX. Hay edificios de buena calidad constructiva así como espacios artesanales y jardines que corresponderían a una residencia episcopal, siendo citado el obispo como propietario del solar del castillo a mediados del siglo IX.
Durante la ocupación romana, hacia finales del siglo I, el sitio se desarrolló hasta convertirse en una vasta plataforma de 3.600 m² rodeada de muros contrafuertes, con vistas al Maine. Allí se construyeron un templo y sus satélites. A finales del siglo XIII, las migraciones de los pueblos germánicos trajeron un estado de inseguridad creciente. Los habitantes de la región se refugiaron  en Juliomagus y rodearon la ciudad con una muralla de 10 a 12 metros de altura. Una parte de las murallas galorromanas atravesaba el castillo actual de oeste a este, discurriendo a lo largo del antiguo promontorio del siglo I, cuyos edificios probablemente fueron destruidos para construir la muralla. En su extremo occidental, bajo la galería del Apocalipsis, a la altura de la capilla Saint-Laud, se encuentran los restos de una torre del recinto urbano. También hay una puerta denominada “puerta Chanzé” cuyos restos están enterrados bajo la muralla suroeste.
Las excavaciones realizadas entre 1992 y 2003 revelaron la ocupación del sitio entre los siglos VII y IX. Hay edificios de buena calidad constructiva así como espacios artesanales y jardines que corresponderían a una residencia episcopal , siendo citado el obispo como propietario del solar del castillo a mediados  del siglo IX. En el siglo IX la fortaleza estuvo bajo la autoridad de los poderosos Condes de Anjou, siendo parte del Imperio Angevino de los Reyes Plantagenet de Inglaterra durante el siglo XII. En 1204, la región fue reconquistada por el rey Felipe II de Francia y el enorme castillo fue construido por su nieto, el rey Luis IX (San Luis) a principios del siglo XIII.

## El Palacio del Conde

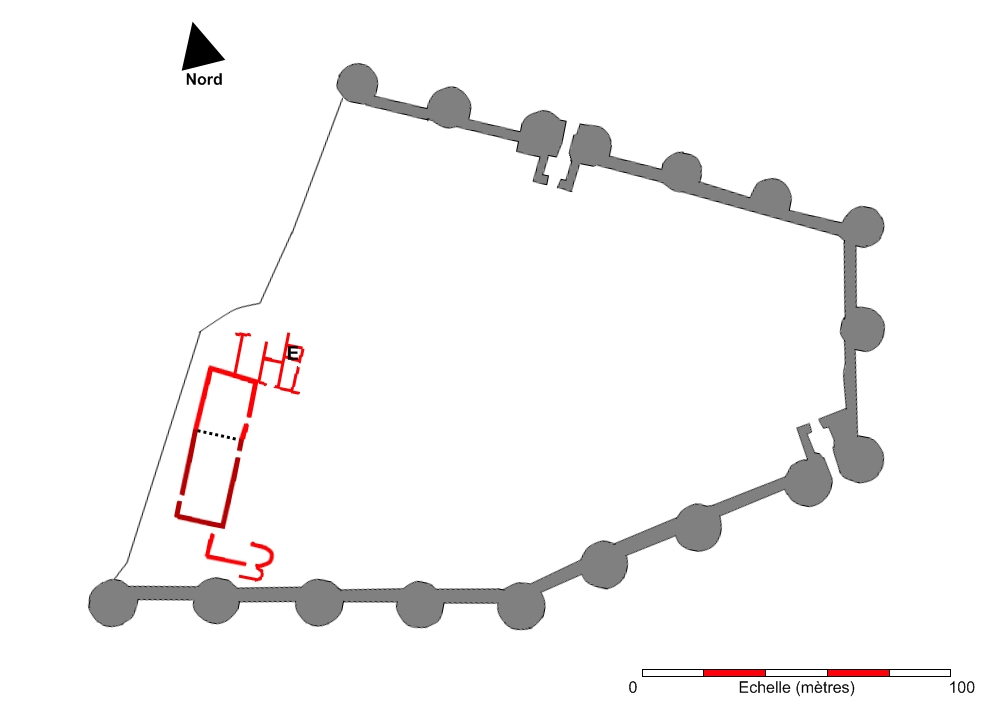
Ubicación del Gran Salón antes de la ampliación. Localización de los restos del palacio condal.

En 851, el obispo de Angers, Dodon, permitió al conde de Anjou establecerse en un terreno, "cerca del recinto". Esta posición permitió vigilar el Maine en un momento en que Angers era vulnerable a las incursiones normandas . Esto no les impedirá apoderarse de la ciudad varias veces. Al mismo tiempo, los bretones llevaron a cabo incursiones y se apoderaron de parte del territorio angevino.
Una vez finalizado el período de disturbios e invasiones, los condes de Anjou construyeron lo que se convertiría en el palacio condal. Ésta nunca sufrirá un asedio y estará muy mal fortificada porque los condes de Anjou someterán progresivamente a Poitou, Maine, Normandía y Aquitania. Se menciona entonces como aula y no como castrum. En consecuencia, estará compuesto principalmente por edificios residenciales.  El Gran Salón, o aula, se construyó en el extremo oeste del promontorio, probablemente sobre la antigua terraza antigua, mientras que una cocina se apoyaba en el antiguo recinto galorromano. La capilla Santa Genoveva, que sirve a los habitantes del lugar, recibió a finales del siglo IX las reliquias de San Laud, que finalmente le dieron su nombre. En el siglo X se construyó  una sala de vapor contigua al palacio según el sistema galorromano  y durante las excavaciones en el palacio condal se encontraron las bases de las columnas tubulares. En el siglo XI, la gran sala se amplió hacia el norte, pasando de 300 a 500 m².
Alrededor del siglo XII, el palacio quedó bajo el control de la dinastía Plantagenet. En 1131 o 1132 un incendio lo devastó. Durante la reconstrucción, la gran sala fue remodelada y equipada con la puerta actual. Los apartamentos siguen evolucionando hacia el norte y el sur del patio. Finalmente, la nueva capilla de Saint-Laud se levantó fuera del recinto romano sobre el que descansa su fachada norte. Se trata de una capilla de una sola nave con bóveda de cañón apuntado, con un solo ábside en su fachada sur. En 1165 Leonor de Aquitania dio a luz a su hija Juana en el castillo. Anjou pasó a formar parte del imperio Plantagenet , el palacio perdió su papel de centro político y los soberanos Plantagenet sólo ocasionalmente celebraron cortes en Angers. Las habitaciones y el alojamiento se están deteriorando.

### La fortaleza real
Tras el asesinato en 1203 de Arturo I de Bretaña, duque de Bretaña, también conde de Anjou y Maine, estos condados fueron unidos en el dominio real por Felipe II de Francia. El ducado recayó en Alix de Thouars, media hermana de Arturo, que se casó en 1214 con un primo segundo del rey, Pedro I de Bretaña, ella murió en 1221, dejando dos hijos (Juan I de Bretaña y Arturo) y una hija Yolanda de Bretaña. El 16 de marzo de 1227, Pedro I de Bretaña recibió el control de Anjou, Maine y Perche con motivo del compromiso entre su hija Yolanda y Juan I de Bretaña, hijo de Luis VIII y Blanca de Castilla, heredero de los condados de Anjou y Maine, perdió estas tierras durante su revuelta de 1228. Durante la Regencia de Luis IX (1228-1238), Blanca de Castilla resistió la revuelta de los grandes vasallos y se fortaleció, luego construyó el castillo de Angers para que sirviera de avanzada del reino contra las amenazas de Pedro I de Bretaña. Para llevarlo a cabo, los canónigos de Saint-Laud , así como algunos habitantes de la ciudad, fueron expulsados para poder erigir una fortaleza repartida en 2,5 hectáreas. Casi una cuarta parte del antiguo distrito canónico de Angers, San Mauricio, también fue destruida para permitir la ampliación de la fortaleza. Para la construcción del castillo, el tesoro real pagó más de 5.000 libras, y se impuso un impuesto a los burgueses de Angers. La construcción duró una docena de años (1230-1242), lo que supuso el nacimiento de la fortaleza, una de las fortificaciones más bellas del siglo XIII, tal como se percibe hoy: un recinto más de 800 metros de largo salpicado por diecisiete torres redondas y más de cuarenta. metros de altura. Sólo el empinado flanco norte, frente al Maine, nunca fue fortificado. Luis IX no se quedó ahí ya que también decidió incluir la ciudad en un recinto urbano.
Anjou quedó entonces como infantado del hermano de Carlos de Anjou, rey de Sicilia entre 1266 y 1285, fue en el origen de la dinastía Capeto de Anjou. Aunque Carlos fue llamado por el Papa a Italia, no descuidó la fortaleza, velando por su mantenimiento y mejora. Siguiendo el modelo del castillo de Angers hizo construir el Castel Nuovo en Nápoles. Sus sucesores dejaron poca huella en el castillo, que volvió al redil real en 1290. Angers perdió entonces su papel político y sus viviendas se deterioraron. 

### El castillo ducal
Anjou se convirtió en ducado en 1360, una nueva dinastía, de la casa de los Valois, tuvo lugar en Angers. Luis I de Anjou rara vez permaneció allí, al igual que su sucesor Luis II de Nápoles, sin embargo Luis I renovó el alojamiento del senescal detrás de la puerta de la ciudad, antes de 1370, luego remodeló la gran sala, en la que cortó ventanas nuevas y más anchas y donde instaló una chimenea monumental. También construirá una nueva cocina, destruida a principios del siglo XIX, del tipo "  chimenea de  centros  ", cuatro veces más grande que la antigua cocina condal a la que linda. Encargó a su arquitecto contable, Macé-Delarue, el mantenimiento y la reparación del castillo. Su sucesor, Luis II, construyó la residencia real hacia 1410. Yolanda de Aragón, esposa de Luis II, hizo construir una nueva capilla para albergar la reliquia de la Cruz de Anjou, que anteriormente se encontraba en la abadía de Boissière , amenazada por los ingleses. En 1409 dio a luz a su hijo René  en los apartamentos del castillo . También puso el castillo en estado de defensa, en previsión de las incursiones inglesas. 1443, el duque de Somerset , desembarcado en Normandía con 8.000 hombres, llega a los suburbios de Angers. Una salva de artillería disparada desde el castillo mata a uno de los capitanes de Somerset que decide romper el campo  y parte para sitiar el castillo de Pouancé. Bajo el reinado del duque Renato I de Nápoles, se añadió una galería a la residencia real. René también construyó el castillo y una serie de edificios principales en la década de 1450  .

### Regreso bajo autoridad real
René de Anjou acabó entrando en conflicto con su sobrino, el rey Luis XI de Francia, por la herencia del ducado. Luis XI decidió apoderarse del ducado por la fuerza y llegó a Anjou en 1474 con su ejército, lo que obligó a René a abandonar su plan de sucesión. Luis XI instaló inmediatamente una guarnición en el castillo y confió el mando a Guillaume de Cerisay. En 1485, Carlos VIII hizo volver a cavar los fosos que hasta entonces estaban simplemente trazados. Posteriormente, Jean Bourré fue nombrado capitán del castillo y lo dotó de artillería.
En 1562 se decidió adaptar el castillo a las nuevas técnicas bélicas. El arquitecto Philibert Delorme  es el responsable de los planos de las obras que llevará a cabo Jehan de l'Espine. Al sur, en el lado del patio, y detrás de la muralla norte, entre la puerta y la vivienda del gobernador, se establecen terrazas de artillería, donde se incrustan las balas de cañón. Frente a la puerta del campo  se construye un bastión avanzado. Las zanjas se vuelven a ampliar.
En 1585, en plena Guerra de Religión, católicos y protestantes se disputaron el castillo. Enrique III dio entonces la orden de arrasarlo para que ninguna de las partes pudiera utilizarlo en su contra. Correspondió al gobernador del castillo, Donadieu de Puycharic, realizar la demolición. Se descabezan las torres y se derriba el coronamiento. La demolición fue lenta: los trabajos fueron suspendidos seis veces y finalmente abandonados al final de las luchas. La grúa demoledora permanecerá en pie hasta mediados  del siglo XVIII. En 1595 se construyeron nuevas terrazas de artillería, luego algunas aspilleras se transformaron en cañoneras.

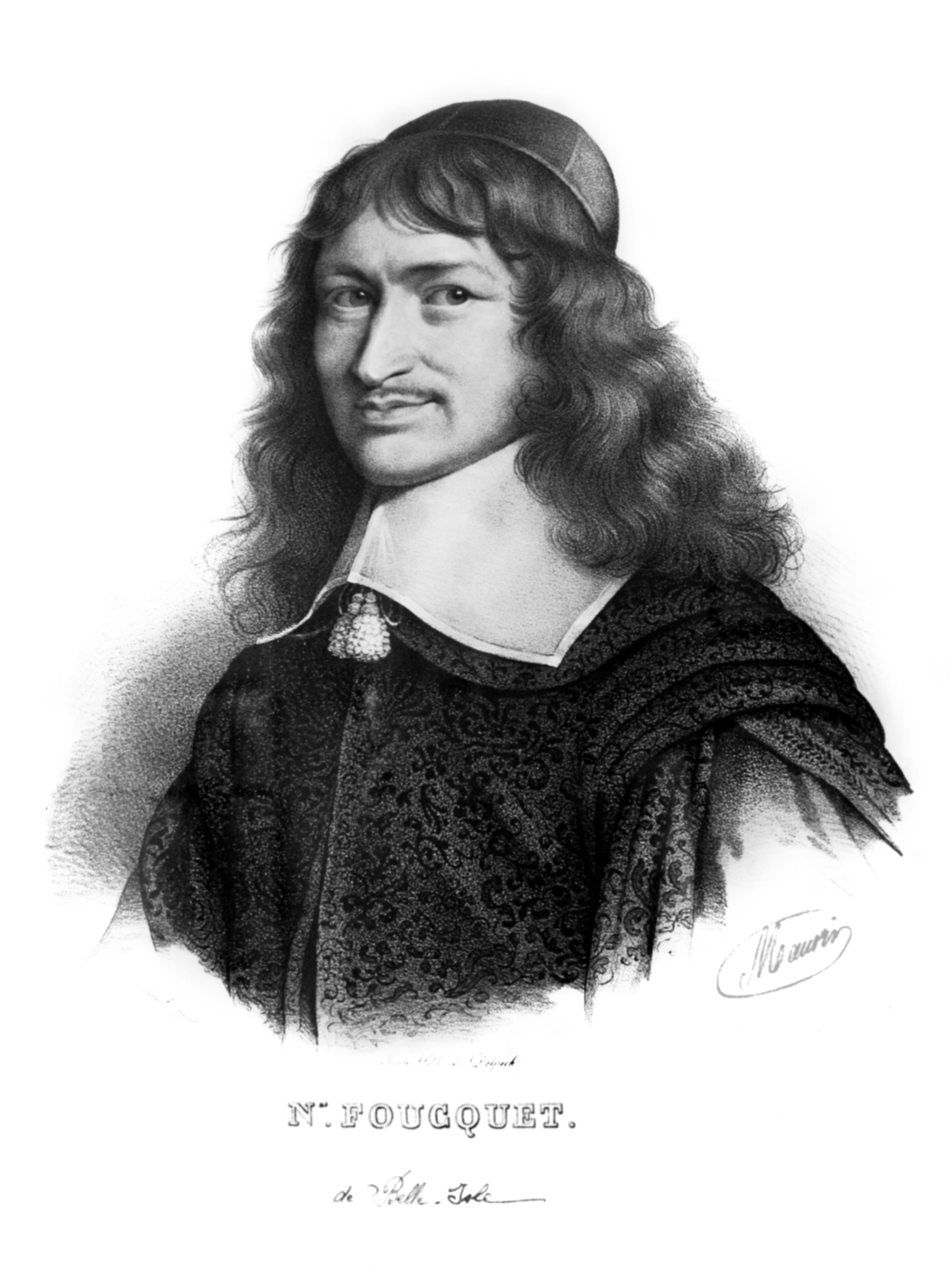
Fouquet
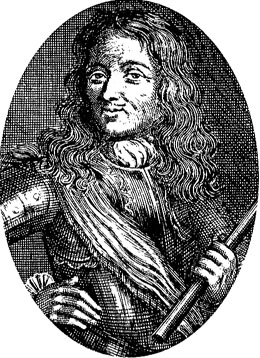
D’Artagnan
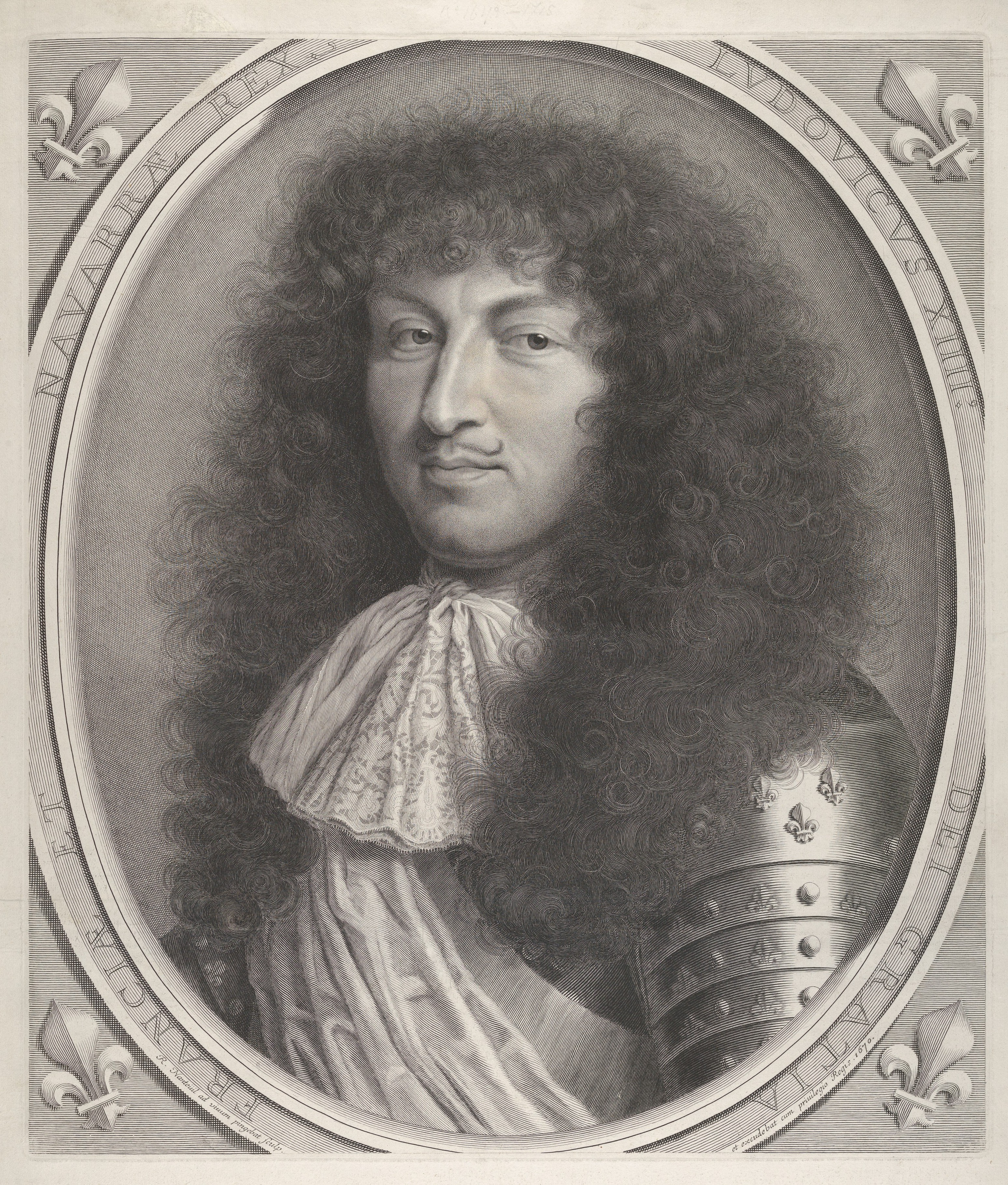
Luis XIV
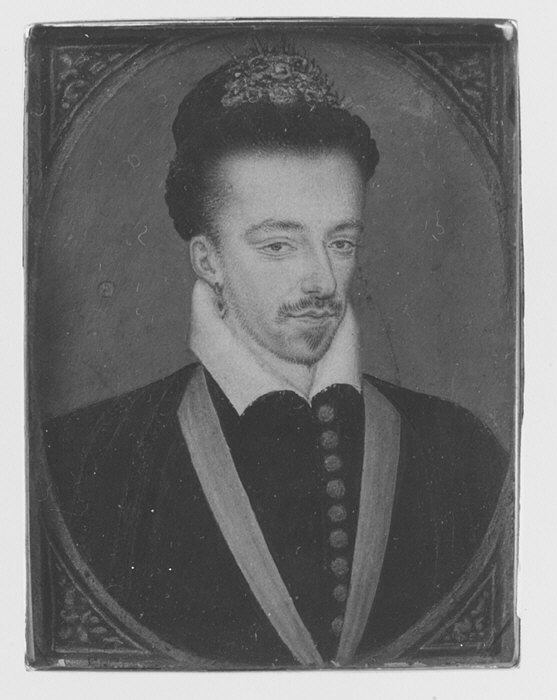
Enrique III

El castillo todavía se utilizaba en 1648, cuando los burgueses de Angers se rebelaron contra el gobernador, y luego nuevamente durante La Fronda . Posteriormente, el castillo se utilizó como prisión estatal y residencia de ancianos para inválidos. En 1661, Luis XIV ordenó a D'Artagnan arrestar a Nicolas Fouquet, el superintendente de finanzas del que el rey sospechaba haber malversado doce millones de libras del Tesoro Real. Después de su arresto en el castillo de Nantes, Fouquet fue conducido al castillo de Angers, donde permaneció tres semanas. Durante el siglo XVIII se alojó allí una modesta guarnición comandada por un lugarteniente del rey, el castillo empezó a sufrir falta de mantenimiento.

### De la Revolución a hoy
Durante la Revolución, en 1789, el castillo se convirtió en la sede del Comité Revolucionario de Angers. Al comienzo del año I de Messidor (finales de junio de 1793), los vendeanos, que regresaban de Giro de la Galerna, sitiaron sin éxito la ciudad y su castillo. La fortaleza volvió a ser utilizada como prisión durante las guerras del Terror y la Vendée.
En 1806 se autorizó la demolición de la estructura avanzada de la Porte des Champs para crear un bulevar. El castillo fue convertido al año siguiente en prisión civil y militar. En 1813, la capilla fue cortada en un piso para albergar a doscientos marineros ingleses prisioneros de las guerras napoleónicas. Dos años más tarde, tras la derrota definitiva del emperador, los prusianos ocuparon la fortaleza. Fue reocupada en 1817 por el ejército francés que la transformó en arsenal y guarnición. En 1857, el Consejo General se convirtió en propietario del castillo por la suma de 20.000 francos, pero a cambio tuvo que hacerse cargo del mantenimiento de las partes históricas del lugar. El castillo fue clasificado como monumento histórico en 1875  mientras que el ejército degradaba la residencia real y la capilla y establecía construcciones militares.
En 1912, la ciudad de Angers alquiló las acequias y las convirtió en jardines. Ella colocó allí ciervos y venados en 1936  . Se llevaron a cabo negociaciones entre el ejército y la Dirección General de Bellas Artes sobre el castillo. Enjulio de 1939, las negociaciones son exitosas y se esbozan planes de restauración. El proyecto fue interrumpido por la Segunda Guerra Mundial. Los alemanes ocuparon el lugar y almacenaron allí sus municiones. El 15 y 16 de mayo de 1944, el ejército alemán procedió a evacuar a los hombres presentes y sus municiones, por temor a los bombardeos aliados. Diez días después, el 25 y 26 de mayo Angers sufrió su primer bombardeo. Seis bombas caen sobre el castillo, tres de ellas dentro de los propios muros. Se derrumbó una bóveda de la capilla, se incendió la residencia real y se arrancaron los tejados.
En 1945 se inició la reconstrucción de la capilla bajo la dirección del arquitecto Bernard Vitry. Se desmantelan construcciones militares ligeras. En 1948 se plantaron los jardines y el castillo se abrió al público. La restauración de la capilla concluyó tres años después  y fue inaugurada por el obispo de Angers. En 1952 se tomó la decisión de construir un edificio para albergar el tapiz del Apocalipsis.  Este fue inaugurado el 30 de julio de 1954. Entre 1970 y 1979, el muelle de Ligny fue arrasado progresivamente por la ciudad para crear autopistas en la margen izquierda de la orilla del Maine y despejar así la vista de las murallas.
Entre 1992 y 2003, AFAN y luego INRAP llevaron a cabo una serie de excavaciones arqueológicas preventivas en el marco de la renovación de la galería del Apocalipsis. Estas excavaciones revelaron, en particular, restos del palacio condal, así como restos de ocupaciones neolíticas, galas y romanas. En 2007 se remodeló la zona de recepción y venta de entradas. En febrero de 2009, se habilita una nueva zona de recepción para la galería Apocalipsis. Incluye una tienda y un espacio acristalado para presentar el túmulo neolítico y los restos de las habitaciones del palacio condal.
El 10 de enero de 2009, alrededor de las 16:00 horas, un incendio arrasó la residencia real. Sería por un mal funcionamiento de una resistencia eléctrica. Gracias a la capacidad de respuesta de los empleados, los preciosos tapices quedan protegidos y ninguna obra resulta dañada. El tejado del edificio, sin embargo, quedó destruido: los daños se estiman en dos millones de euros. La Ministra de Cultura, Christine Albanel, declara que la reconstrucción del edificio dañado está prevista para el segundo trimestre de 2009. Al final, las obras durarán tres años y con un presupuesto tres veces mayor. El incendio no sólo destruyó el tejado, sino que la congelación del agua de extinción en los días siguientes dañó gravemente toda la mampostería, que tuvo que ser reemplazada en gran parte. Además, los edificios de Francia aprovecharon para hacer accesible el monumento a personas con movilidad reducida instalando un ascensor.

En octubre de 2009 tiene enero 2010. El castillo acoge la exposición internacional “Esplendor de la iluminación. El rey René y los libros”, organizado con motivo del 600 aniversario del nacimiento del rey René. Se exponen cuarenta y siete manuscritos y láminas iluminadas, veintitrés de los cuales se exponen por primera vez en Francia. La exposición permitió al castillo atraer a 190.000 visitantes en 2009  , récord de entradas en un año, lo que lo convierte en uno de los lugares más visitados de Maine y Loira. Enjunio 2012, se completa la renovación de la Residencia Real y la planta baja está abierta a los visitantes a la espera de la instalación de una escenografía en 2014. Esto se abre enoctubre 2014, poniendo fin a los trabajos de restauración.

## Descripción
El aspecto exterior general de la fortaleza data casi en su totalidad de la época de Luis IX y evoca monumentalmente el papel militar del castillo. Por otro lado, el interior y los edificios de la corte, construidos posteriormente entre Luis I de Anjou y el rey Renato I de Nápoles, recuerdan el papel residencial de la corte de Anjou entre los siglo XIV y siglo XV.

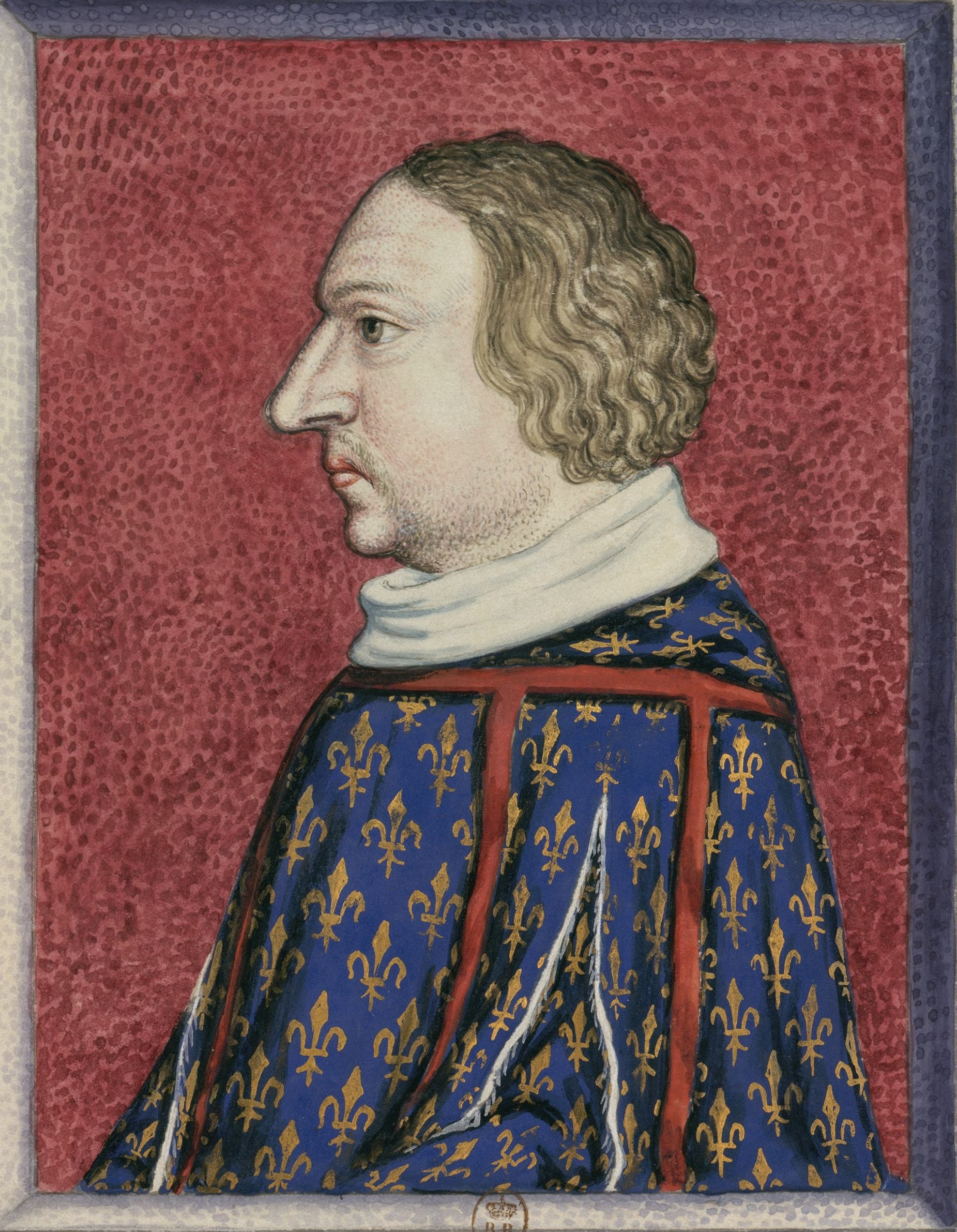
Luis I de Anjou
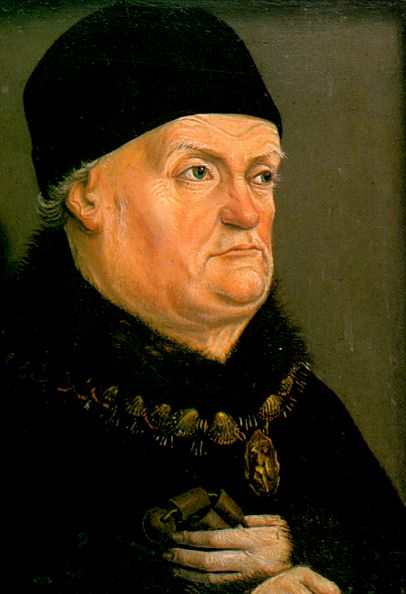
Renato I de Nápoles

El castillo se levanta sobre una roca tabular de esquisto en forma de trapezoide, fortificado desde la época romana. Su base noroeste, de 140  m de ancho , discurre abruptamente a lo largo del Maine mientras que sus lados largos se extienden hasta 180  m perpendiculares a él. En los lados noreste y este, la plaza está defendida por un foso artificial de 30  m de ancho. Al suroeste, una depresión natural limita el área fortificada  .
La fortaleza consta de casi 600 m de circunferencia, y está protegida por diecisiete torres. Las paredes del castillo abarcan 25 000 m². En 1352, el rey Juan II de Francia el Bueno dio el castillo a su hijo Luis I de Anjou, casado con la hija del duque de Bretaña, quien lo remodeló y en 1373 comisionó el famoso Tapiz del Apocalipsis del pintor Hennequin de Brujas y del tejedor de tapicería parisino Nicolás Bataille.

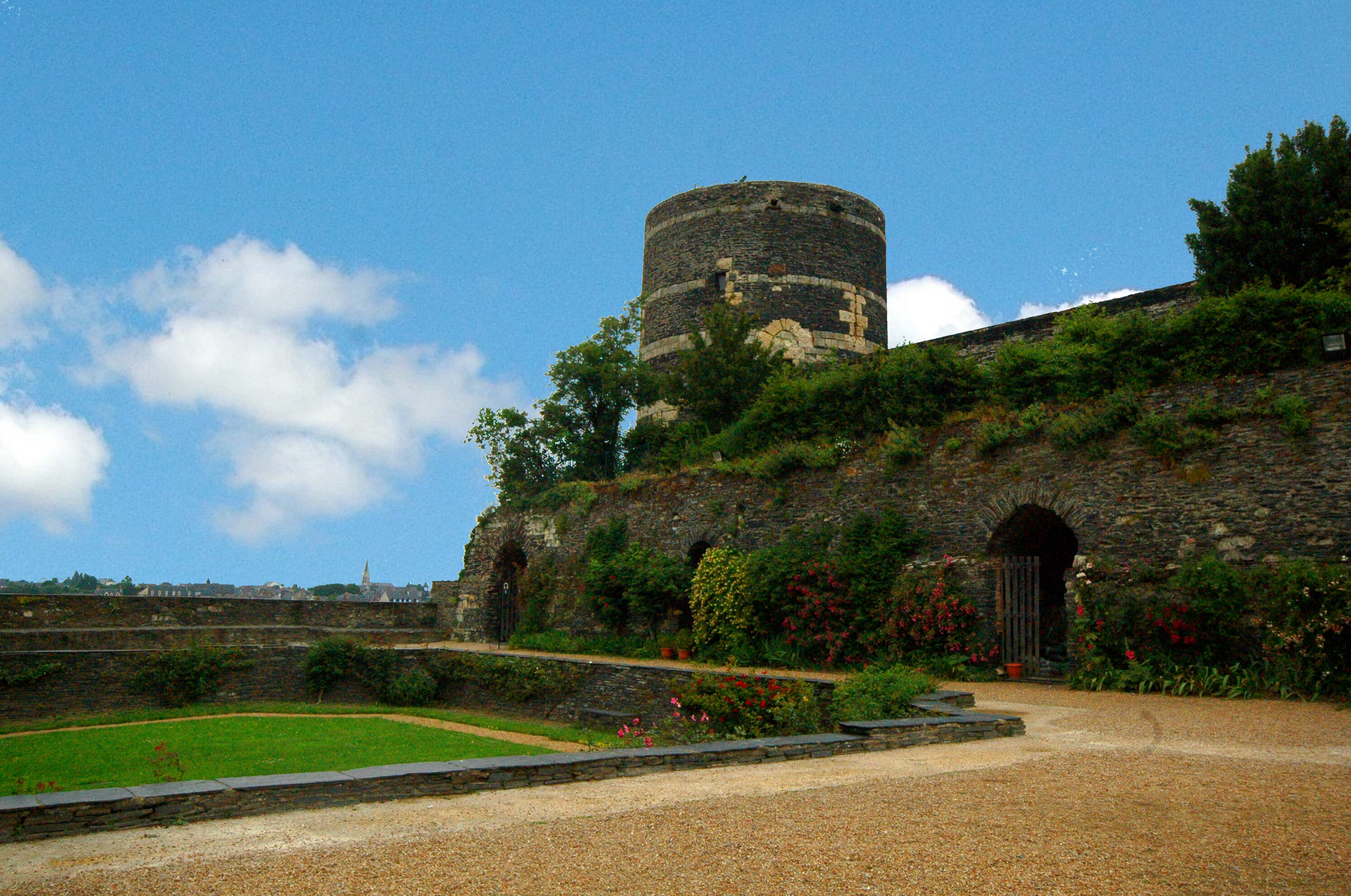
Jardines interiores del castillo.

Luis II de Anjou (el hijo de Luis I) añadió una capilla (1405-1412) y apartamentos reales al complejo. La capilla es una sainte chapelle, el nombre dado a las iglesias que conservaron una reliquia de la Pasión. La reliquia en Angers era una astilla del fragmento de la Cruz Verdadera que había sido adquirida por Luis IX.
A inicios de los años 1400, el delfín de Francia, que con la ayuda de Juana de Arco se haría el rey Carlos VII de Francia, tuvo que escapar de París y se refugió en el castillo de Angers.
Durante las guerras de religión, Enrique III dio la orden de destripar el sitio (plaza) con el fin de que no cayera en manos de los protestantes. Comenzaron a descoronar las torres, pero los trabajos fueron interrumpidos y se mantuvo su capacidad defensiva instalando artillería en la parte superior de las terrazas.
A finales de junio de 1793, el Ejército Vendée atacó la plaza fuerte, la que demostró su valor y resistió el bombardeo de los cañones, por lo que renunciaron a invadir el castillo.
Una academia militar fue establecida en el castillo para entrenar a oficiales jóvenes en las estrategias de guerra. En una vuelta de tuerca del destino, Arthur Wellesley, 1.er. duque de Wellington (1769-1852) quien es conocido por participar en la derrota de Napoleón Bonaparte en la Batalla de Waterloo fue entrenado en la Academia Militar de Angers.
Durante la Segunda Guerra Mundial los bombardeos aliados alcanzaron un depósito de munición cuya explosión dañó las murallas.
Hoy, poseído por la ciudad de Angers, ha sido convertido en un museo que almacena la colección más antigua y más grande de tapicerías medievales del mundo, con el Tapiz del Apocalipsis del siglo XIV como uno de sus tesoros invalorables.